# Lista postaci ze świata Sonic the Hedgehog
Poniższa lista obejmuje postacie występujące w grach komputerowych z serii Sonic the Hedgehog wydawanych przez firmę Sega oraz w licencjonowanych mediach pobocznych.
- Jeż Sonic (ang. Sonic the Hedgehog) – główny bohater serii, niebieski humanoidalny jeż poruszający się pieszo z prędkością ponaddźwiękową (do czego nawiązuje jego imię, które po angielsku oznacza dosłownie „dźwiękowy, soniczny”.

- Sonic the Werehog – Sonic, którego forma została zmieniona przez Eggmana.

- Doktor Eggman (wł. Doktor Ivo Robotnik) – główny antagonista serii. Eggman jest dość otyłym i wysokim mężczyzną w wieku około 50 lat, ubranym w czarne obcisłe spodnie i czerwoną marynarkę. Jego charakterystyczną cechą są długie brązowe wąsy.

- Miles „Tails” Prower (マイルス・パウアー), także: Tails – żółty antropomorficzny lis o dwóch ogonach, które umożliwiają mu poruszanie się w powietrzu na podobieństwo helikoptera albo zwiększają prędkość biegu (ogony obracają się w pozycji pionowej – „helikopter” dający ciąg naprzód). Niegdyś pod względem był prędkości uważany był za pierwszą po Sonicu postać (w czasie gry dwoma postaciami Tails nie gubił śladu Sonica). Dane te uległy jednak drobnym zmianom, gdyż Shadow osiąga mniej więcej tę samą lub nawet większą prędkość niż Sonic (z powodu kontroli chaosu). Postać Tailsa została zainspirowana mitycznym stworzeniem kitsune (jap. Lis), popularnym w japońskim folklorze.

- Knuckles Echidna (ang. Knuckles the Echidna) – czerwona kolczatka płci męskiej. Według oficjalnych danych ma on 16 lat, 110 centymetrów wzrostu i waży 40 kilogramów (bez rękawiczek 20). Po raz pierwszy pojawił się w grze Sonic the Hedgehog 3. Jego imię pochodzi z angielskiego i znaczy stawy kosteczki u rąk, tym bardziej, że ich używa najczęściej do walki. Twórcą Knucklesa jest Takashi Thomas Yuda.

- Amy Rose (jap. エミー・ローズ Emī Rōzu), poprzednio znana jako Rosy the Rascal. Amy jest opisywana jako ośmiolatka w Sonic CD, ale od czasu wydania Sonic Adventure jej wiek został zmieniony i od tamtej pory oficjalnie Amy ma 12 lat.

- Nietoperzyca Rouge (ang. Rouge the Bat) – antropomorficzna nietoperzyca ubrana zwykle w czarny kostium odsłaniający ramiona z dużym różowym sercem na piersiach jako agentka, złodziejka, łowczyni skarbów i szpieg. Oprócz tego nosi też białe rękawice z różowymi wykończeniami i takież buty z cholewami sięgającymi kolan, na noskach których znajdują się dodatkowo małe różowe serduszka. W ten sposób pojawia się w grach Sonic Adventure 2, Sonic Battle, Sonic Heroes i wielu innych grach.

- Jeż Shadow (ang. Shadow the Hedgehog) – antybohater i w pewnym sensie przeciwieństwo Sonica. Został stworzony laboratoryjnie przez profesora Geralda Robotnika z DNA obcej istoty zwanej Black Doom, w ramach projektu o nazwie Projekt Shadow jako „najwyższa forma życia” (ang. Ultimate Life Form). Pojawia się w grach Sonic Adventure 2, Sonic Battle, Sonic Heroes, Shadow the Hedgehog, Sonic Riders, Sonic the Hedgehog i wielu innych grach.

- Jeż Silver (ang. Silver The Hedgehog) – biały jeż z przyszłości, z psychokinetycznymi mocami.

- Heavy & Bomb – 2 roboty.

- Króliczka Cream (jap. クリーム・ザ・ラビット ang. Cream the Rabbit) – beżowy, antropomorficzny królik, który potrafi latać machając swoimi uszami. Opiekuje się małym chao o imieniu Cheese, który jest jej najbliższym przyjacielem. Cream ma 6 lat, 70 cm wzrostu i waży 12 kg. Jest najmłodszą postacią z uniwersum Sonica; ma tyle samo lat co Pszczoła Charmy z agencji Chaotix. W ten sposób to ona się wbrew woli swojej mamy zachowuje jak księżniczka.

- Chao Cheese – jeden z Chao i przyjaciel Króliczki Cream. Cheese jest w kolorze niebieskim, na jego głowie znajduje się coś w rodzaju żółtej kulki. Zwykle unosi się nad swoją przyjaciółką i opiekunką Cream.

- Chao Chocola – brat Cheese'a.

- Króliczka Wanilia (ang. Vanilla the Rabbit) – matka Cream, króliczka zakochana w Vectorze.

- Krokodyl Vector (ang. Vector the Crocodile) – 20-letni krokodyl, detektyw pełniący rolę agencji detektywistycznej Chaotix, zakochany w Wanilii, jest silny i powala wrogów swoimi silnymi szczękami, nosi słuchawki.

- Kameleon Espio (jp. エスピオ・ザ・カメレオン Esupio za Kamereon, ang. Espio the Chameleon) – kameleon, który zadebiutował w grach Sonic the Fighters jako inteligentny wojownik ninja zwany potocznie szpiegiem. Członek agencji Chaotix, pojawił się m.in. w grach Knuckles’ Chaotix, Sonic Heroes, Shadow the Hedgehog, a także w anime Sonic X.

- Pszczoła Charmy (ang. Charmy the Bee) – pszczoła, która pełni rolę zwiadowcy Chaotix, potrafi latać, atakować wrogów żądłem.

- Pancernik Mighty – pancernik, który zadebiutował w grze Sonic the Hedgehog. Jest niesamowicie silny i szybki i potrafi skakać po ścianach.

- Metal Sonic – fikcyjny robot występujący w grach serii. Metal Sonic jest mechaniczną kopią Sonika stworzoną przez Dr. Ivo Robotnika w celu pokonania niebieskiego jeża. Metal Sonic posiada wszystkie umiejętności prawdziwego Sonica, jednak potrafi rozwinąć znacznie większą szybkość na krótki okres dzięki silnikowi odrzutowemu. Zabieg ten wymaga od niego jednakże naładowania się i zajmuje dużo czasu. W Sonic Anime OVA Metal Sonic potrafi latać.

- Kot Duży (ang. Big the Cat) – bohater, który prowadzi spokojny tryb życia. W wolnych chwilach łowi ryby albo spędza mile czas w towarzystwie Amy Rose i Cream, z którymi rusza w świat, żeby odnaleźć Żabka w grze Sonic Heroes. Jego najlepszym przyjacielem jest Żabek (ang. Froggy). Zazwyczaj w każdej grze, w której występuje Duży, jego historia oraz misja sprowadza się do szukania Żabka. Duży jest bezkonfliktowym i prostodusznym bohaterem i ma niezwykły dar pojawiania się w momentach krytycznych: wtedy, gdy dzieje się coś ważnego lub ktoś ma kłopoty. Mieszka w dżungli nieopodal Mystic Ruins (Mistycznych Ruin). Ma 18 lat, 201 cm wzrostu i waży 280 kg. Słowa, które wypowiedział, gdy przedstawiał się Amy całkowicie oddają jego charakter: „I'm Big because I'm big” (ang. „Nazywam się Duży, bo jestem duży”) w serialu anime Sonic X.

- Żabek (ang. Froggy) jest najlepszym przyjacielem kota o imieniu Duży. Żabek od czasu do czasu wprowadza Dużego w kłopoty, gdyż dosyć często znika, zmuszając kota do rozpoczęcia długich i żmudnych poszukiwań.

- Kolczatka Tikal – po raz pierwszy pojawiła się w Sonic Adventure, następnie w Sonic Adventure 2 jako postać bonusowa i w serialu anime Sonic X. Według oficjalnych danych jest ona córką Pachacamasa, szefa wioski kolczatek, oraz przodkiem Knucklesa. Ma ona 14 lat. Przed paroma tysiącami lat sprzeciwiła się swojemu ojcu, który chciał użyć szmaragdów chaosu – kamieni o potężnej sile – do podboju innych krajów, i gdy ten rozgniewał boga imieniem Chaos wyrecytowała wiersz, użyła mocy Głównego Szmaragdu i zaklęła siebie i Chaosa w owym klejnocie. Po paru tysiącach lat, gdy Dr.Eggman roztrzaskuje Główny Szmaragd i pobudza złego Chaosa, Tikal pomaga bohaterom zwyciężyć zło jako wojownicza księżniczka.

- Chaos – zadebiutował w grze Sonic Adventure. Chaos jest antycznym bogiem i obrońcą niewielkich stworzeń zwanych Chao zwanym potocznie strażnikiem, które zamieszkiwały niegdyś w pobliżu świątyni Głównego Szmaragdu (w jego sąsiedztwie znajdowały się również szmaragdy chaosu, być może swą nazwę biorąc właśnie od tej postaci). Jedną z charakterystycznych cech Chaosa jest jego płynne ciało – w Sonic X Eggman wyjawia, że jego ciało jest w gruncie rzeczy skroploną energią chaosu. Dlatego też postać ta może bezproblemowo wydłużać swoje kończyny i zmieniać swój stan skupienia tak w ciecz jak i ciało stałe. Jego słabym punktem jest dobrze widoczny mózg oraz powolność (szczególnie w porównaniu z Sonikiem), pojawia się w grze Sonic Battle.

- Gerald Robotnik – posiadacz tytułu profesora, twórca Shadowa zaprezentowanego graczom po 2 razy w grach Sonic Adventure 2 i Shadow the Hedgehog, przełożony na stacji kosmicznej ARK, uznawany za „jeden z najcudowniejszych umysłów wszech czasów”.

- Maria Robotnik – pojawia się w grach Sonic Adventure 2, Shadow the Hedgehog i serialu Sonic X (nie występuje w grach Sonic Heroes i Sonic the Hedgehog). Jest kuzynką Doktora Eggmana i wnuczką naukowca Geralda Robotnika. Choruje na NIDS, chorobę podobną do AIDS. Można sądzić na podstawie jej wypowiedzi i zachowania, że nie lubi przemocy i wydaje się być pacyfistką. Jest młodą blondynką o niebieskich oczach, pojawia się tylko w niebieskiej sukience i niebieskiech pantoflach. Miała 12 lat w chwili jej śmierci.

- Kotka Blaze (ang. Blaze the Cat) – księżniczka świata równoległego do świata Sonica, jest strażniczką Szmaragdów Sol i potrafi władać ogniem jako ognista cesarzowa. Ma 14 lat i 135 cm wzrostu.

- Księżniczka Elise (ang. Princess Elise) – księżniczka, przyjaciółka Sonica, pojawia się w grze Sonic the Hedgehog.

- Jastrząb Jet (ang. Jet the Hawk) – zielony jastrząb, jest liderem drużyny Babylon Rogues. Sam Jet używa deski wyścigowej Type-J, która jest wynalazkiem Wave. Ponadto posiada on tajemnicze pudełko będące kluczem do legendarnej wyspy Babylon Garden. Pojawia się pierwszy raz w Sonic Riders, na której znajduje się skarb przodków Jeta. Babylon Garden jest nawiązaniem do wiszących ogrodów Semiramidy – ogrodów w starożytnym Babilonie. Moc skarbu może zostać wykorzystana tylko dzięki szmaragdom chaosu – a o nie toczy się przecież wyścig. Ma 14 lat, 100 cm wzrostu i waży 33 kg. Jet znajduje godnego przeciwnika w Sonicu. Szybko traci cierpliwość. Jet ma odwrotny schemat kolorów do Sonica. Sonic jest niebieskim jeżem o zielonych oczach, Jet natomiast zielonym jastrzębiem z niebieskimi oczami.

- Jaskółka Wave (ang. Wave the Swallow) – jaskółka, która po raz pierwszy pojawiła się w grze Sonic Riders. Wave jest członkiem bandy Babylon Rogues. Tak samo jak Tails i Doktor Eggman buduje maszyny a jej inteligencja przekracza Miles „Tails” Prower oraz Doktora Eggmana. Mierzy 110 cm.

- Albatros Storm – potężny, muskularny albatros o szarym ubarwieniu. Stanowi siłę drużyny Babylon Rogues, niszcząc cokolwiek stanie im na drodze. Mimo iż czasem zdarzają mu się wpadki, Jastrząb Jet – szef drużyny, stara się przymykać na to oko. Storm pragnie wypełniać zlecone mu przez Jeta zadania tak, jak najlepiej potrafi – niestety jego niezdarność w trakcie ich wypełniania wprawia w zakłopotanie nie tylko jego, ale i pozostałych członków zespołu. Jego głównym rywalem jest Knuckles.

- Jeż Scourge (ang. Scourge the Hedgehog) – alternatywna wersja Sonica ze świata Moebius. Pojawił się wyłącznie w komiksach wydawnictwa Archie Comics. Jest zielonym, antropomorficznym jeżem, który nosi czarną skórzaną kurtkę z płomieniami ognia na rękawach. Jest zupełnym przeciwieństwem jeża Sonica, z początku wyglądali tak samo, jednak Scourge (wtedy jeszcze Anty Sonic) wchłonął moc Głównego Szmaragdu, przez co stał się zielony.